# Thành Thang
Thành Thang (chữ Hán: 成湯; 1847 TCN - 1760 TCN), thường được gọi là Thương Thang (商湯), Vũ Thang (武湯), Thiên Ất (天乙), Đại Ất (大乙) hay Cao Tổ Ất (高祖乙), là vị vua sáng lập triều đại nhà Thương trong lịch sử Trung Quốc. Ông trị vì từ năm 1790 TCN - 1760 TCN, khoảng 30 năm; trong đó 17 năm là thủ lĩnh bộ lạc, 13 năm làm quân chủ nhà Thương.
Ông nổi tiếng trong lịch sử là người quân chủ hiền minh, được sự trợ giúp của hai đại thần Y Doãn và Trọng Hủy, đã khởi binh lật đổ Hạ Kiệt tàn bạo, người cai trị cuối cùng của nhà Hạ.
Người đời sau ngưỡng mộ công tích sự nghiệp và đức độ của ông, cùng với Đại Vũ và Chu Vũ vương hợp xưng làm Tam vương (三王). Người đời đều nêu cao sự nghiệp của những người đã tạo ra 3 triều đại lớn là nhà Hạ, nhà Thương và nhà Chu. Tam vương thường được hợp xưng với Nghiêu, Thuấn được gọi chung là Nhị đế Tam vương (二帝三王).

## Tên gọi và nguồn gốc
Thương Thang họ Tử (子), tên thật là Lý (履), xuất thân từ bộ tộc người Thương, có mối quan hệ với Hữu Sân. Bộ tộc người Thương sinh sống ở lưu vực hạ lưu sông Hoàng Hà, dòng họ Thương Thang đã nhiều đời làm thủ lĩnh bộ tộc. Tổ tiên 14 đời của ông là Tử Tiết, có công giúp Đại Vũ nhà Hạ trị thủy.
Một trong những tổ tiên khác của ông được xác định là Ất Lý (乙履), người kết hôn với Giản Địch (簡狄), con gái của Cao Tân thị (高辛氏). Ất Lý có một người con là Tiết, làm Tư đồ cho Nghiêu, được bổ nhiệm làm chư hầu của vua nhà Hạ vì những đóng góp của ông cho người dân.
Tiết→ Chiêu Minh(昭明)→ Xương Nhược(昌若) → Tào Ngữ(曹圉)→ Tướng Thổ(相土) → Minh(冥) → ? → Hợi → Thượng Giáp Vi → Báo Ất(報乙) → Báo Bính(報丙) → Báo Đinh(報丁) → Chủ Nhâm(主壬) → Chủ Quý(主癸) → Thành Thang

## Củng cố thực lực
Khi Thương Thang lên làm thủ lĩnh, bộ tộc Thương có kinh tế phát triển khá mạnh và là một trong các vương quốc dưới quyền bá chủ của nhà Hạ trong 17 năm. Trong khi đó, triều đình nhà Hạ dưới quyền của vua Kiệt tàn bạo ngày càng mất lòng người. Nhiều bộ tộc nổi dậy chống lại. Thấy nước Thương của Thành Thang giàu mạnh, Kiệt sợ Thương chống lại nên lệnh triệu Thương Thang đến kinh đô rồi bắt và giam cầm ông ở Hạ Đài.
Sau một thời gian, Hạ Kiệt tha cho Thương Thang, thả để ông về bộ tộc. Thương Thang quyết tâm phát triển lực lượng để lật đổ sự cai trị của Hạ Kiệt.
Ông giành được sự ủng hộ từ hơn 40 vương quốc nhỏ hơn. Thương Thang công nhận rằng Kiệt ngược đãi người dân của mình và sử dụng điều này để thuyết phục những người khác. Trong 1 bài phát biểu, Thương Thang nói rằng tạo ra sự hỗn loạn không phải là điều ông muốn, nhưng với sự tàn bạo của Kiệt, ông phải tuân theo thiên mệnh và sử dụng cơ hội này để lật đổ Kiệt. Là một lợi thế, ông chỉ ra rằng thậm chí các tướng của Kiệt cũng không chấp hành mệnh lệnh của ông ta.
Vào năm thứ 15 đời vua Kiệt, Thang dời đô từ đất Lý (履) sang đất Bạc (亳). Tính từ đời tổ tiên ông là Tiết đến đời ông đã dời đô 8 lần trong 8 đời. Việc thiên đô sang đất Bạc có tác dụng lớn giúp đời sống xã hội trong bộ tộc được ổn định, đẩy mạnh phát triển nông nghiệp. Trình độ làm nghề nông của bộ tộc Thương khá cao, ông còn cho người sang giúp bộ tộc Cát cày cấy.
Sau đó, Thương Thang chú trọng thu dụng nhân tài, sửa sang nội chính. Ông đã mời được Y Doãn về giúp cho mình. Sử ký Tư Mã Thiên nêu ra những thuyết khác nhau về việc Y Doãn đến với Thành Thang. Có thuyết cho rằng thời đó có một bộ lạc là Hữu Sằn gả con gái cho Thang, đi theo hầu có một người hầu là Y Doãn. Thấy Y Doãn có tài, Thương Thang liền cho làm hữu tướng. Tuy nhiên, Sử ký cũng dẫn thuyết khác cho rằng, Y Doãn là ẩn sĩ, Thành Thang nghe tiếng sai người đến mời 5 lần, Y Doãn mới nhận lời ra giúp.
Sau đó, Thang còn thu dụng một người ở bộ lạc khác đến là Trọng Huỷ, cho làm tả tướng. Ông giao cho Y Doãn và Trọng Huỷ giúp mình xử lý công việc trong bộ lạc. Việc trọng dụng những người ngoài bộ lạc trong chính quyền của ông đã phá vỡ thông lệ nhiều đời chỉ bó hẹp quyền hành trong tay những người nội tộc.
Trong một thời gian, Y Doãn đã bỏ Thương sang làm quan cho Hạ Kiệt, nhưng sau đó thấy Kiệt hoang dâm tàn bạo, khinh rẻ chư hầu nên Y Doãn trở lại với Thành Thang. Thành Thang vẫn một lòng kính trọng và trọng dụng Y Doãn. Có ý kiến trong giới sử học Trung Quốc căn cứ vào Trúc thư kỉ niên, một cuốn biên niên sử cổ của nước Ngụy thời Chiến Quốc được phát hiện đời Tây Tấn cho rằng: Y Doãn thực chất được Thành Thang cử sang làm gián điệp bên nhà Hạ hai năm sau khi dời đô, lợi dụng sự bất mãn của nàng Muội Hỷ khi nàng không còn được Hạ Kiệt sủng ái để lấy tin tức về tình hình Hạ Kiệt. Sau khi nắm được nội tình nhà Hạ, Y Doãn trở về với Thành Thang sau 3 năm.

## Liên minh chống Hạ
Để làm yếu nhà Hạ, ông hình thành liên minh chống Hạ Kiệt trên mặt trận ngoại giao. Trong khi hạ Kiệt đã có tiếng tàn bạo, ông ra sức tuyên truyền về đường lối nhân đức của mình để thu phục lòng người. Đồng thời, ông thi hành chính sách hôn nhân để liên kết với các bộ lạc khác. Bộ lạc của Trọng Huỷ từng phục vụ cho nhà Hạ nhưng sau đó đã quay sang thân với Thương hơn. Sau một thời gian, nhiều bộ lạc miền hạ lưu sông Hoàng Hà đã liên minh với Thương để chống Hạ.
Trong năm thứ 26 đời vua Kiệt, Thang chinh phục nước Ôn (温). Hai năm sau, Thang bị tấn công bởi Côn Ngô (昆吾) và nhiều năm chiến tranh giữa hai bên liên tục nổ ra. Mặc cho bước lùi này, Thang tiếp tục mở rộng trên nhiều mặt trận, thu thập quân chư hầu tại Cảnh Bạc (景亳).
Sau khi có được sự ủng hộ của nhiều bộ tộc khác, Thang bắt đầu thực hiện việc thanh trừ các bộ tộc còn thân với nhà Hạ. Khi đó bộ tộc Cát ở gần Bạc đô vẫn liên minh với nhà Hạ, thủ lĩnh là Cát Bá là người tàn bạo, không giữ lễ nghĩa. Sau vài lần dùng lễ qua lại để cho thiên hạ biết sự nhẫn nại của mình đối với Cát Bá nhưng Cát Bá không sửa đổi, Thương Thang ra quân diệt Cát Bá.
Sau khi diệt Cát Bá, ông còn ra quân thực hiện 10 cuộc chinh phạt khác với các bộ lạc là vây cánh của Hạ Kiệt như Bình Chướng Vi, Côn Ngô, Mật Tu (密須), Hoạt (韋), Phạm (顧). Trong khi đó Hạ Kiệt vẫn say mê tửu sắc, không quan tâm tới chính sự. Cũng trong thời gian này, nhà sử họ Chung Cổ (终古) của Kiệt bỏ Hạ sang Thương.

## Tiêu diệt nhà Hạ
Theo kế sách của Y Doãn, Thương Thang bắt đầu khiêu chiến với nhà Hạ. Ông bỏ không nộp cống cho Hạ Kiệt. Hạ Kiệt nổi giận điều động binh mã 9 bộ tộc phía đông trước sau đánh vào bộ lạc Thương. Ông bèn sai người đến nộp cống. Thấy Thang thuần phục, Kiệt lại bằng lòng cho lui quân.
Thang tranh thủ thời gian tìm cách liên minh và chia rẽ 9 bộ tộc giúp quân cho Hạ Kiệt. Sang năm sau, ông lại bỏ cống nạp. Hạ Kiệt lại tổ chức hội các bộ lạc phụ thuộc ở Hữu Nhung đánh Thương, nhưng lần này các bộ lạc không nghe theo. Bộ lạc Mân lên tiếng phản đối trước tiên. Hạ Kiệt nổi giận bèn mang quân đánh Mân trước. Nhân dân phải phục dịch cho cuộc chiến nặng nề càng oán hận Kiệt hơn trước.
Thấy Kiệt bị sa lầy vào cuộc chiến với tộc Mân, Thang quyết định ra quân diệt Hạ. Ông bố cáo các tội trạng của Hạ Kiệt cho thiên hạ biết và để khích lệ mọi người, ông ban bố lời động viên còn được bảo lưu trong sách Thượng thư:
| “              | Không phải ta bạo gan phát động cuộc chiến tranh này, mà vì Hạ Kiệt đã phạm nhiều tội ác, trời cao lệnh cho ta đánh hắn. | ” |
| — Thương Thang | |   |

Năm 1773 TCN, Thương Thang quyết chiến với Hạ Kiệt tại Minh Điều (鳴條) trong một cơn bão sét, kết quả là quân Hạ đại bại. Kiệt trốn thoát và chạy đến thuộc quốc trung thành cuối cùng của Hạ là Tam Tông (三朡). Quân của Thang do tướng Mậu Tử (戊子) chỉ huy truy đuổi Kiệt đến nước Thành (郕) và bắt giữ ông ta ở Tiêu Môn (焦門), khiến nhà Hạ chấm dứt từ đó. Sau đó Hạ Kiệt bị đày ra Nam Sào (南巢)  và cuối cùng chết vì bệnh.

## Trị vì
Sau khi nghe Y Doãn báo cáo tình hình các chư hầu đã quy phục, Thương Thang trở về đất Thái Quyển, sai Trọng Huỷ làm bản cáo mệnh bố cáo việc diệt Hạ và khuyên nhân dân chú trọng việc cày cấy. Ông chính thức lên ngôi vua, lập ra nhà Thương. Thành Thang ổn định lại xã hội sau thời kỳ chiến tranh, tiến hành giảm thuế và các nghĩa vụ quân sự của binh lính. Ảnh hưởng của ông lan rộng đến sông Hoàng Hà, và nhiều bộ lạc xa xôi hẻo lánh, chẳng hạn các tộc người Đê (Thị) (氐), người Khương (羌) ở xa cũng đến tiến cống và xưng thần. Ông cũng chọn An Dương là thủ đô mới của Trung Quốc.
Thành Thang cho xây dựng một cung điện gọi là Hạ Xã (夏社) để ghi nhớ nhà Hạ.
Trong năm đầu tiên của triều đại của ông, có những đợt hạn hán. Thang đã ra lệnh đúc các đồng tiền vàng và phân phối cho các gia đình nghèo bị buộc phải bán con của họ vì hạn hán. Ông dự định để họ sử dụng tiền này để mua con của họ lại.
Trong năm thứ 9 của triều đại của ông, ông chuyển Cửu đỉnh làm ra bởi Hạ Vũ đến cung điện của nhà Thương.

## Qua đời
Năm 1760 TCN, Thương Thang qua đời, khoảng 87 tuổi. Ông làm trưởng tộc Thương từ năm 1790 TCN, chính thức làm vua thay nhà Hạ từ năm 1773 TCN, ở ngôi được 13 năm. Triều đại nhà Thương do ông sáng lập tồn tại được 644 năm, lâu thứ hai trong lịch sử Trung Quốc (sau nhà Chu).
Do con trưởng Thành Thang là Thái Đinh (太丁) mất sớm nên con thứ của ông là Ngoại Bính (外丙) lên nối ngôi.

## Gia quyến
- Thê thiếp :

1. Vương hậu Cao Tỉ Bính (高妣丙) , Hữu Sằn thị. Trong số các vương hậu được lập thời nhà Thương , bà là người duy nhất được người Chu tế tự.
2. Thứ phi Tỉ Giáp (妣甲) , sinh Ngoại Bính.

- Con :

1. Thái Đinh
2. Ngoại Bính